# Streghe verso nord
Pour plus de détails, voir Fiche technique et Distribution.
Streghe verso nord est un film italien réalisé par Giovanni Veronesi et sorti en 2001.

## Fiche technique
- Réalisation : Giovanni Veronesi
- Scénario : Massimiliano Governi, Giovanni Veronesi, Sandro Veronesi
- Photographie : Giovanni Canevari
- Musique : Mysto
- Montage :  Alessio Doglione
- Durée : 110 minutes
- Genre : Comédie
- Date de sortie : 
  - Italie : 16 novembre 2001

## Distribution
- Teo Mammucari : Teo
- Paul Sorvino : Gallio
- Emmanuelle Seigner : Lucilla
- Daniele Liotti : Paolo
- Anna Valle : Carlotta
- Dario Bandiera : Saro
- Bianca Guaccero : Selvaggia
- Valeria Cavalli : Segretaria
- Vittorio Amandola : Baffone
- Gérard Depardieu
- Federica Fontana
- Luis Molteni